# Kathy Riklin

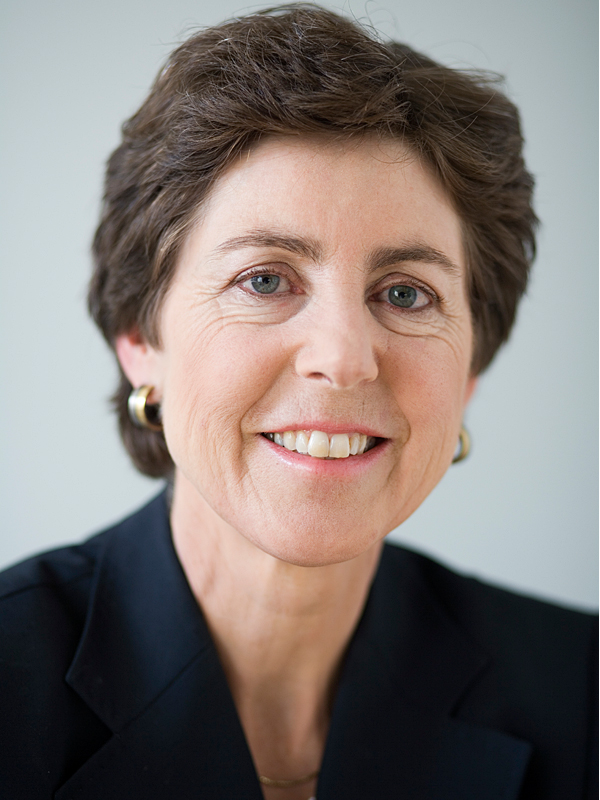
Kathy Riklin (2007)

Kathy Riklin (* 21. Oktober 1952 in Zürich; heimatberechtigt ebenda, Bremgarten und Ernetschwil) ist eine Schweizer Politikerin (CVP). Von 1999 bis 2019 war sie Nationalrätin.

## Leben
Riklin besuchte das altsprachlich-humanistische Gymnasium in Zürich und studierte von 1972 bis 1977 Geologie und Geographie an der ETH Zürich. Sie war Assistentin an der ETH und machte Feldarbeit im Valmalenco und am Adamello in Norditalien. 1982 promovierte sie zum Dr. sc. nat. ETH. 1983 bis 2008 war sie hauptberuflich als Gymnasiallehrerin und Prorektorin der Kantonalen Maturitätsschule für Erwachsene tätig. 2008 bis 2015 war sie Mitglied des Universitätsrates Zürich.

## Politischer Werdegang
Von 1982 bis 2001 war Riklin im Gemeinderat (Parlament) der Stadt Zürich, welchen sie 2000/2001 präsidierte. Von 1993 bis 2004 präsidierte sie zudem die Eidg. Natur- und Heimatschutzkommission (ENKH). Bei den Schweizer Parlamentswahlen 1999 wurde sie in den Nationalrat gewählt. 2007 kandidierte sie erfolglos für den Ständerat. Im September 2013 wurde Riklin von einem Blick-Journalisten im Bundeshaus auf die «Causa Mörgeli» um Christoph Mörgeli angesprochen. Sie meinte, dass «es nicht gut aussehe um Mörgeli», welcher ein Jahr zuvor als Oberassistent und Konservator am Medizinhistorischen Institut der Universität Zürich entlassen wurde. Daraufhin zeigte Mörgeli Riklin an. In erster Instanz wurde sie von den Vorwürfen der Amtsgeheimnisverletzung freigesprochen. Das Berner Obergericht sah dies anders und verurteilte Riklin wegen Amtsgeheimnisverletzung. Das Bundesgericht bestätigte dieses Urteil am 7. März 2016.
Riklin war Mitglied der Aussenpolitischen Kommission und der Kommission für Wissenschaft, Bildung und Kultur, welche sie 2006/2007 präsidierte. Sie war Mitglied der Delegation für die Beziehungen zum Deutschen Bundestag (Präsidentin 2011–2015) und der Delegation EFTA/Europäisches Parlament (Präsidentin 2014–2015), ist Mitgründerin der Parlamentarischen Gruppe Digitale Nachhaltigkeit und war Co-Präsidentin der parlamentarischen Gruppe Klimaänderungen und Friedensförderung. 
Riklin kandidierte 2019 erneut, aber erfolglos, für den Nationalrat auf einer Liste der Christlichsozialen Vereinigung (CSV), einer Untergruppierung der CVP.

## Politische Schwerpunkte
Riklin setzt sich für Bildung und Forschung ein, insbesondere für die Stärkung der Naturwissenschaften und der Informatik. Weitere wichtige politische Schwerpunkte sind zudem die Aussenpolitik (speziell Europa und internationale Zusammenarbeit), die Planung des Untergrunds und Nutzung der Geothermie, Klimaerwärmung, Natur- und Umweltschutz und die Kulturpolitik.

## Tätigkeiten und Mandate
Riklin sitzt im Vorstand von SwissICT und ist Präsidentin des Forum VERA, welches sich, unabhängig vom weiteren Schicksal der Kernenergienutzung, für eine technisch sichere Entsorgung radioaktiver Abfälle einsetzt. Sie präsidiert das OcCC (Organe consultatif sur les changements climatiques), welches Empfehlungen strategischer Art zu Fragen der Klimaänderungen und zur Schweizer Klimapolitik aus Sicht der Wissenschaft formuliert. Zudem präsidiert Riklin die Stiftung 3R Kompetenzzentrum Schweiz (3RCC), welches die 3R-Prinzipien Ersatz (Replace), die Verringerung (Reduce) und die Verbesserung (Refine) von Tierversuchen fördert. Seit 2004 präsidiert Riklin die Winterhilfe des Kantons Zürich. Des Weiteren setzt sich Riklin in verschiedenen kulturellen und Kunst-Vereinen und Stiftungen ein.